# BLS-Güterwagen
Die BLS ist die grösste Schweizer Privatbahn. Sie stellte nach 1966 als einzige normalspurige Privatbahn selbst Güterwagen mit dem Eigentumscode SP (Schweizerische Privatbahnen). Die strukturellen Veränderungen im Stückgutverkehr führten zum Rückzug der gedeckten Güterwagen in den 1980er-Jahren. Bis zur Bahnreform 1999 mit Einführung des Netzzugangs waren die meisten übrigen Wagen ebenfalls ausrangiert. Die letzten Wagen wurden 2002 verkauft. Im neuen Umfeld arbeitet die 2001 gegründete Güter-Tochter BLS Cargo mit Wagen grosser Vermietungsfirmen. Eine Ausnahme bildeten die Aushubtransporte von der NEAT-Baustelle.

## Geschichte

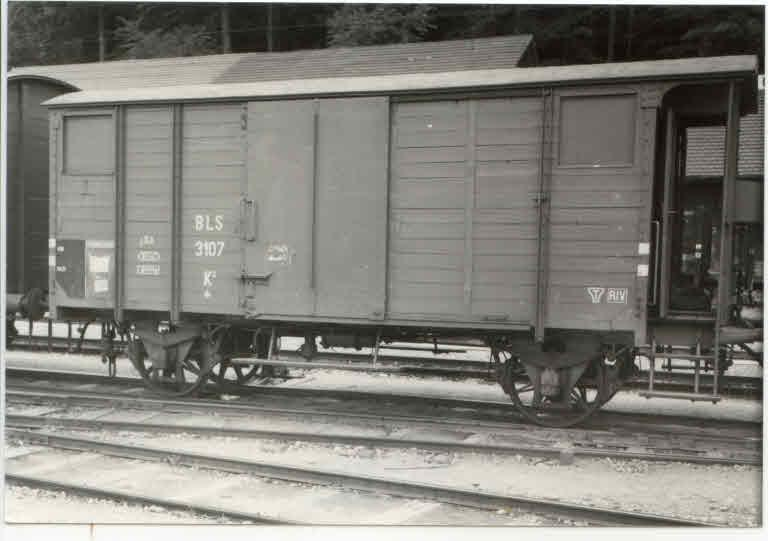
Gedeckter Güterwagen K2 3107 der BLS im Jahre 1949. Er wurde im Jahr 1900 an die Thunerseebahn (TSB) geliefert.

Bei der Gründung der Privatbahnen im 19. und Anfang des 20. Jahrhunderts war es üblich, eine Ausstattung auch an Güterwagen zu beschaffen. Nach Möglichkeit wurden sie so gebaut, dass sie im Austausch mit anderen Bahnen eingesetzt werden konnten. Bei BLS und Vorgängerbahnen kam so ein stattlicher, sehr unterschiedlicher Güterwagenpark zusammen, der Ende 1913 insgesamt 231 Wagen umfasste. Nach dem Zweiten Weltkrieg bedurfte dieser der Erneuerung und Verstärkung. 1963 schlossen die schweizerischen Privatbahnen mit der SBB eine neue Vereinbarung über die gemeinschaftliche Güterwagenstellung ab. Sie erlaubte den Privatbahnen ihren Anteil in Form von Güterwagen oder durch Barzahlung zu leisten. Als einzige Gesellschaft wählte die BLS und ihre mitbetriebenen Bahnen, die sogenannte BLS-Gruppe, die Option der Wagenstellung; alle anderen Bahnen, auch die später in die BLS einfusionierte EBT-Gruppe bzw. Regionalverkehr Mittelland, zahlten fortan eine Miete. Die Südostbahn verkaufte ihre erst 1961 neu beschafften zwölf modernen gedeckten Güterwagen K4 der SBB. Die nicht modernisierten Wagen der BLS wurden bis 1966 ausrangiert, mit Ausnahme der M6 3701–10 von 1913, welche noch bis 1968 mit den alten Nummern im Bestand blieben.

## Modernisierung des Altbestandes

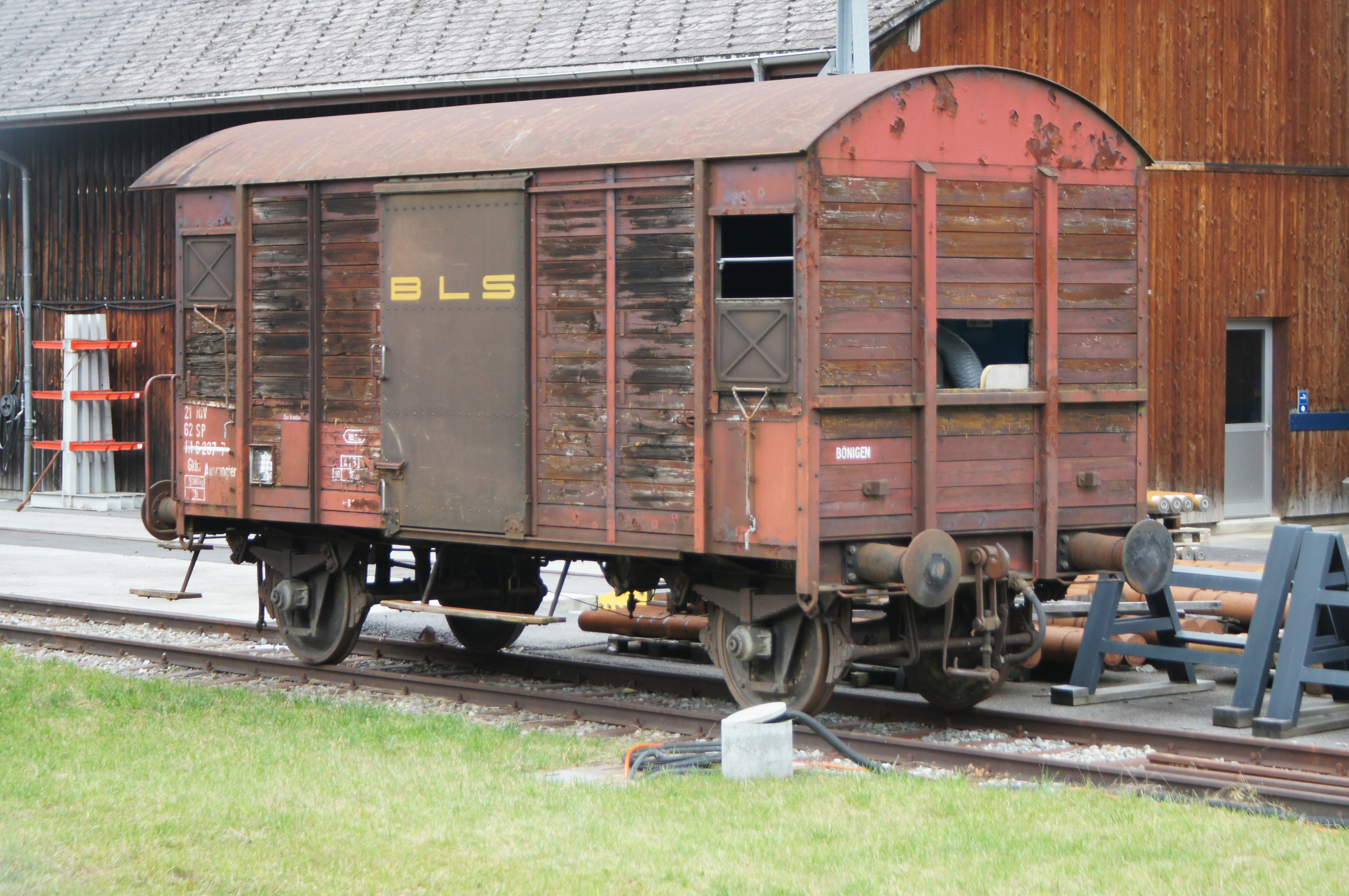
Einer der 255 Gklm der BLS-Gruppe war 2013 noch mit durchgestrichener Nummer in der Werkstätte Bönigen vorhanden

Die BLS-Gruppe hatte Anfang der 1960er-Jahre fast 400 Güterwagen, davon 255 der charakteristischen K2 (Gklm und Gklm-v) mit dem runden Dach sowie lediglich 16 K3 (Gms-v, später Gkkms-v). Diese Wagen wurden 1956–60, je nach Lesart, in Bönigen umgebaut oder in Bönigen unter Verwendung noch brauchbarer Teile alter Wagen erbaut. Jedenfalls kamen so viele Wagen heraus wie hineingingen. Laut dem Rollmaterialverzeichnis waren 60 K2 noch „Leitungswagen“, hatten also selbst keine Luftbremse. Laut Verzeichnis 1966 hatten dann hingegen alle Wagen eine Luftbremse. Bei der Umnummerierung auf zwölfstellige Nummern wurden die Wagen durchgehend nummeriert, wobei die Eilgutwagen einen anderen Wagentyp erhielten. Die Nummern waren
- 21 62 1144 000-029 Gklm-v, Eigentum BLS
- 21 62 1116 030-254 Gklm, Eigentum: 030–145 BLS, 146–173 SEZ, 174–219 GBS, 220–254 BN
- 21 62 1380 000-015 Gms-v, Eigentum BLS

1985 bis 1987 wurden die Wagen ausrangiert, viele von ihnen abgebrochen, andere zu Dienstwagen umgezeichnet oder verkauft.
Einer der 16 K3 steht heute auf einem Rollschemel an der Mühlentalstrasse in Schaffhausen (siehe Strassenbahn Schaffhausen) und erinnert an die +GF+-Werkbahn: X 40 63 9505 407-4, 1995 ehemals Gkkms-v 21 62 1380 010 (1987 ausrangiert), davor K3 2811 (1960 modernisiert), bis 1957  J2d 3011, SWS 1912.

## Neubeschaffungen
1955 kamen als neue Wagengattung vier Zementsilowagen zur BLS. Es waren Wagen mit zwei Behältern (total 25 m³) gleicher Bauart, wie sie auch die SBB beschaffte. Sie waren auch meistens zusammen mit solchen SBB-Wagen im Einsatz und fielen deshalb kaum auf. Sie wurden anfänglich als SP O 4031–34 bezeichnet, ab 1965 als Uces 21 62 9121 500–503. Ab 1980 lautete die Typenbezeichnung nur mehr Ucs, die Nummern blieben gleich. Ende 1995 wurden sie ausrangiert.
Zwei Jahre später ergänzte die BLS den Wagenpark mit vier weiteren Zementsilowagen SP O 4041–44, die sie auf Basis alter Untergestelle selbst herstellte. Sie hatten nur einen liegenden Zementbehalter von 15 m³ Inhalt. Ihre UIC-Bezeichnung lautete Uceks 21 62 9072 000–003. 1982 wurden sie ausrangiert.
1972 wurde der Park noch um vier Vierachser Uaces 31 62 9322 000–003 ergänzt. Auch sie entsprachen den gleichartigen SBB-Wagen. Ab 1980 lautete ihre Typenbezeichnung Uacs. Als im Jahr 2000 der Eigentumscode 62 SP aufgehoben wurde, erhielten sie die Nummern 31 63 9322 000-003. Bald darauf, im Jahre 2002, wurden sie verkauft an Vigier Ciments und laufen seither als Uacs 33 85 9322 000–003 CH-VICEM.
Fünf Getreidewagen SP O 4061–4065 kamen 1960 zur BLS. Ihre Bezeichnung lautete nach 1965 Udgs 21 62 912 9 100 bis 104. Mit den Änderungen der UIC-Bezeichnungen wurden sie 1980 zu Tgpps 21 62 5789 100–104 und 1990 zu Tgpps 21 62 0789 100–104. Sie wurden Ende 1999 an Swissrail verkauft.
1964 beschaffte die BLS 45 offene Güterwagen der Standardbauart. Ihre Bezeichnung lautete L7 3301–3345, ab 1965 E 21 62 5050 000 bis 044. Die Wagen wurden 1996 ausrangiert. Die sieben Wagen 000, 002, 006, 031, 034, 035 und 041 wurden abgebrochen, der Rest wurde an MFI Strassburg verkauft, für Solvay Rheinberg (D).
1977 bis 85 wurde der Wagenpark der SEZ um sechs Containertragwagen ergänzt, die dem Transport spezieller Kehrichtcontainer im Simmental dienten. Die Lgkkmm 42 62 4418 000 bis 005 entstanden aus folgenden SBB-Wagen
- 1931/77 ex L 20 85 400 0 133-6
- 1931/77 ex L 20 85 400 0 134-4
- 1931/79 ex L 20 85 400 0 118-6
- 1931/83 ex L 20 85 400 0 129-3
- 1931/85 ex Kkkm 21 85 320 5 422
- 1933/85 ex Kkkm 21 85 320 5 773

Die L waren Lehmtransportwagen (spätere Serie Lkkm 42 85 416 9 000–025). Sie waren gleicher Bauart wie die Kkkm, hatten aber keine Rungen. 1996 kamen die Wagen durch Fusion zur BLS selbst und im Jahr 2000 wurde der Eigentumscode 62 SP durch 63 BLS ersetzt. Per Anfang 2002 wurden sie an die SBB verkauft.
Ebenfalls für Kehrichtcontainer-Transporte beschaffte auch die EBT ab 1976 wieder Güterwagen. Die Lbs 20 62 4110 000–011, ab 1980 42 62 4110 000–017 wurden 1960 bis 65 für die SBB gebaut (Lls 20 85 4125 086–87, 089–90, 091, 094, 096–99, 076, 039 ex O 74540...600 sowie Lbs 21 85 4110 027, 007, 024, 4113 076, 084, 089 ex O 74208...290). Sie wurden 1996 ausrangiert.

## Autotransport
Für den Autoverlad durch den Lötschberg baute die BLS ab 1957 spezielle Güterwagen, bezeichnet als BLS O 4001–22, ab 1965 Lkls-tv 20 63 4063 000–021, 1970 ergänzt durch die Wagen 022–027, die aus Lls der SBB umgebaut wurden. Dazu entstanden ab 1968, als die eigentlichen Verladewagen aus Sicherheitsgründen mit Schutzdach versehen wurden, vierachsige Auffahrwagen mit der Bezeichnung Skls-tv 20 63 4363 020–027. Ebenfalls ab 1968 wurden vierachsige Verladezüge beschafft, welche als Skls-tv 20 63 4363 000–003, 010–017 und 100–175 bezeichnet wurden. Die Autoverladewagen galten nicht als SP-Wagen und wurden deshalb auch mit dem Eigentumscode 63 BLS versehen. Ab 1980 wurden sie als Reisezugwagen nummeriert: Ldt 50 63 96-03 000–027 und Sdt 50 63 98-03 000...175.

## Schotter und Aushubtransport

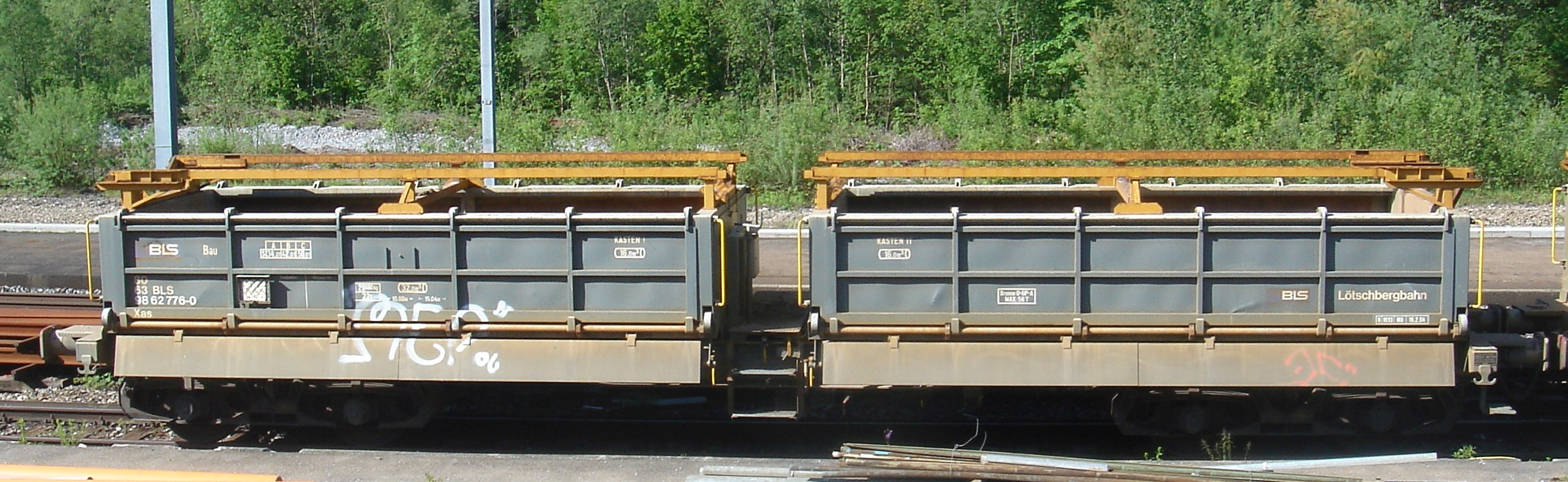
Altschotterkippwagen Xas 80 63 9862 776-0
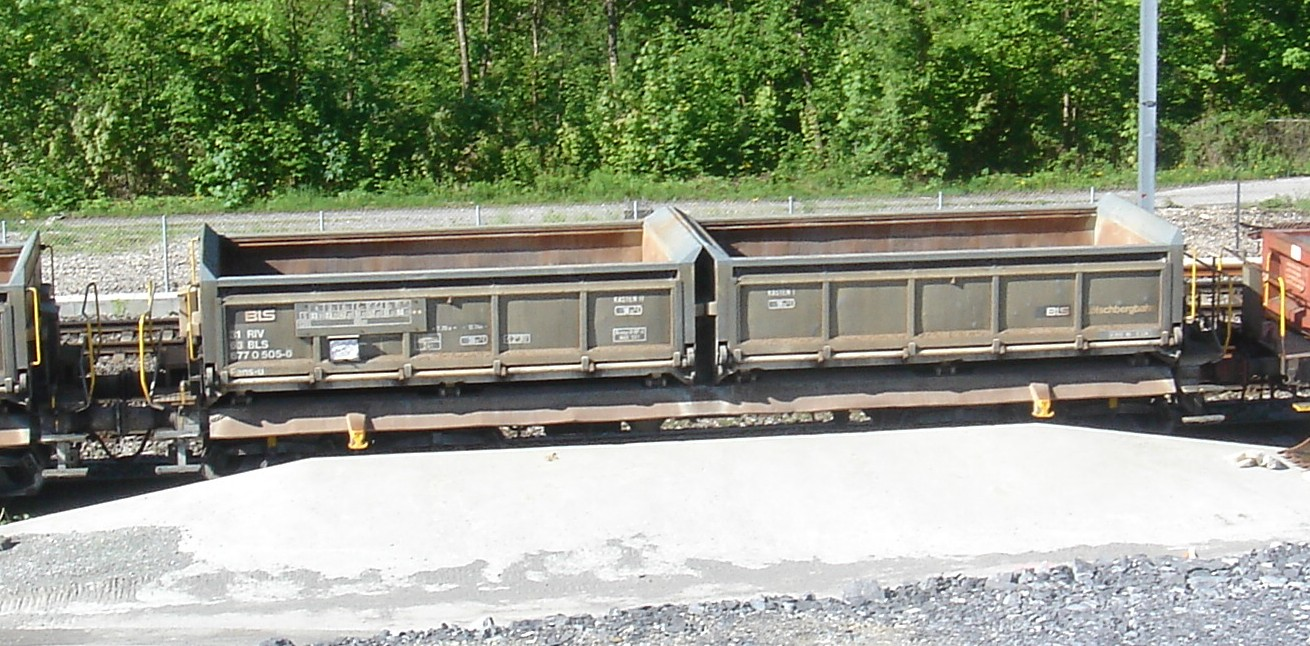
Altschotterkippwagen Fans-u  31 63 6770 505-0
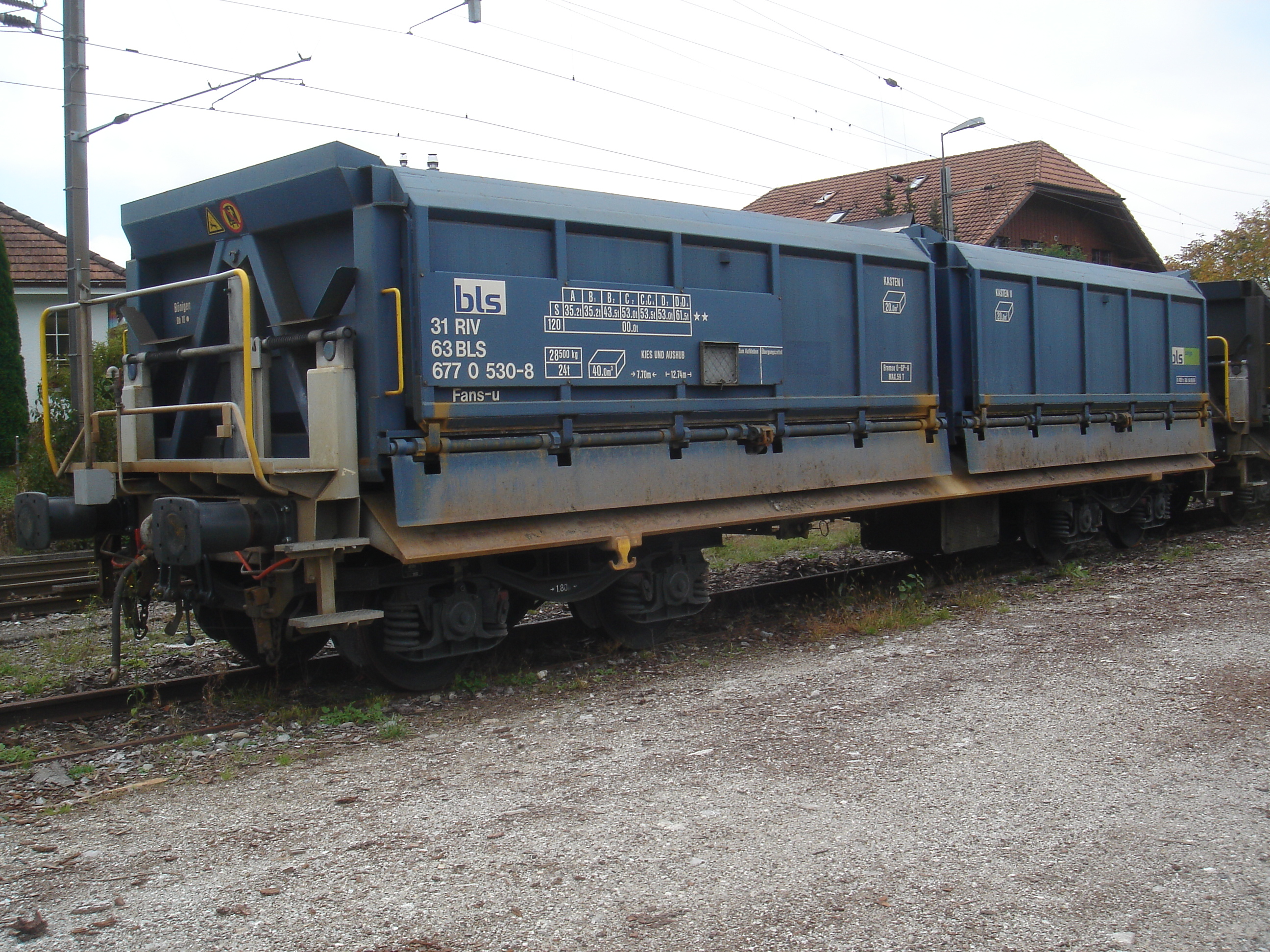
Aushubkippwagen 31 63 6770 530-8 abgestellt in Thurnen
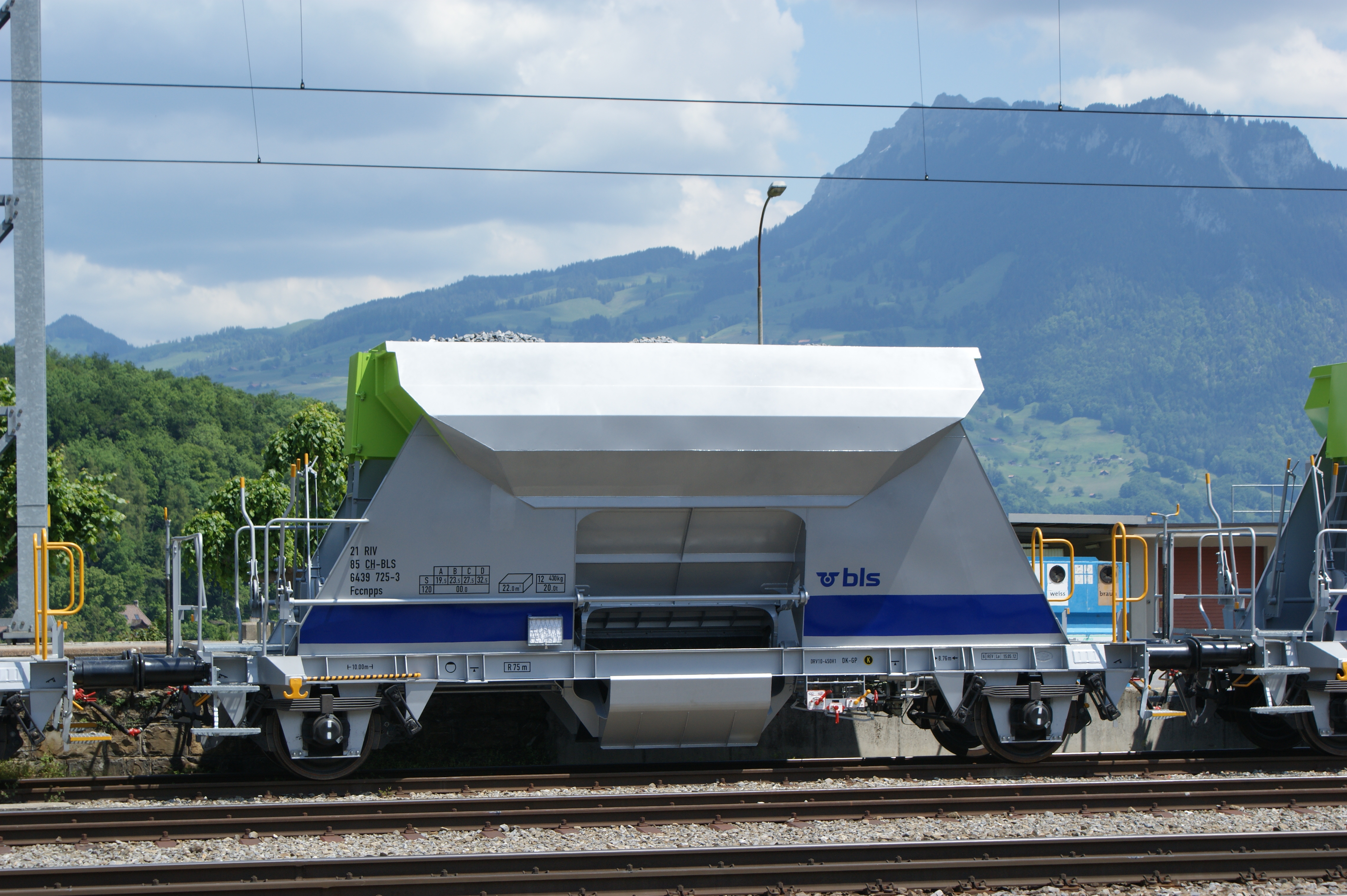
Schotterwagen Fccnpps 21 85 6439 725-3 (2012)

Wagen für den Abtransport von Aushub von Baustellen (Altschotter) sind manchmal als Dienstwagen, manchmal als Güterwagen bezeichnet. So hat die BLS bzw. BLS Netz AG
- sieben Xas 80 63 98 62 770–776 (1990), neu 99 85 93 53 770–776 CH-BLSN
- neun Fans-u 31 63 6770 500–508 (1990), neu 31 85 6770 500–508 CH-BLSN

Etwas anders liegt die Sache bei den Kippwagen Fans-u 31 63 6770 510–529, Baujahr 2000, und 530, Baujahr 1995, welche BLS Cargo gehörten. Sie dienten dem Abtransport von Aushub der NEAT-Baustelle. Nach Abschluss der Transporte 2005 wurde nach einem Käufer gesucht. Im April 2010 wurden sie an Rail Transport Service GmbH RTS verkauft und in der Folge zu 33 85 6770 510–530 umnummeriert. Anfangs 2014 kamen die Wagen über SRTAG Swiss Rail Traffic AG zur MBC. Zwei Wagen, 515 und 522, wurden 2015 an die SOB weiterverkauft und von dieser 2022 an WKAG Weiacher Kies AG.
2012 beschaffte die BLS Netz AG bei LEGIOS 20 Schotterwagen Fccnpps 21 85 64 39 720 bis 739 CH-BLSN. Sie dienen hauptsächlich eigenen Transporten. 2023 wurden sie ergänzt durch 20 vierachsige Wagen ähnlicher Bauart Faccnpps 31 85 6937 700 bis 719 von Niesky.

## Diensttransporte
2016 kaufte die BLS die sieben Flachwagen Ks 21 85 3301 406, 409, 432, 452, 467, 522 und 577, welche weiterhin als Güterwagen registriert blieben. Künftige Containertragwagen Lgns, Sgns und Sgmmns für Dienstzwecke werden ebenfalls als Güterwagen registriert.

## Historischer Güterwagen
Die BLS ist im Besitz eines 1914 gebauten Kehrichtwagens der bei zwei Vorgängerbahnen der Gesellschaft bis 1954 im Einsatz war. Der Wagen befindet sich in nicht fahrtüchtigem Zustand im historischen Bahnhof in Frutigen.